# 1004年
| 千纪： | 2千纪 |
| 世纪： | 10世纪 \| 11世纪 \| 12世纪                                                                                |
| 年代： | 970年代 \| 980年代 \| 990年代 \| 1000年代 \| 1010年代 \| 1020年代 \| 1030年代                             |
| 年份： | 999年 \| 1000年 \| 1001年 \| 1002年 \| 1003年 \| 1004年 \| 1005年 \| 1006年 \| 1007年 \| 1008年 \| 1009年 |
| 纪年： | 甲辰年（龙年）；契丹統和二十二年；北宋景德元年；大理明治八年；越南應天十一年；日本長保六年，寬弘元年      |

## 大事记
- 中国
  - 寇準與畢士安出任同平章事。
  - 北宋與遼訂定澶淵之盟，互約為兄弟之國。
  - 黨項西平王李繼遷攻擊涼州，潘羅支集結六谷部及鄰近的龍族反擊，並且殺死了李繼遷，其子李德明即位，六月發兵攻打涼州，殺死潘羅支報仇，由潘羅支的弟弟廝鐸督繼任為六谷部大首領。
  - 蒲甘王國遣使向宋朝朝贡。
- 歐洲
  - 勃艮第公國併入法國卡佩王朝。

## 出生
- 富弼，中国宋朝政治家（1083年去世，79岁）。

## 逝世
- 李繼捧，宋朝項族的首领、定难节度使，为李光睿的儿子。
- 李继迁，北宋項族平夏部人，西夏的奠基者，為銀州防禦使李光儼之子。
- 潘羅支，北宋吐蕃西凉府六部首领。
- 明德李皇后，宋太宗趙光義皇后，宋朝開國元勛李處耘第二女。
- 蕭撻凜